# Dharma for One
«Dharma for One» es la sexta canción del primer álbum de Jethro Tull, This Was.
Es un tema instrumental en el que destacan especialmente la batería de Clive Bunker y la flauta de Ian Anderson.
Años después, en 1970, el grupo realizaría una espectacular nueva versión en vivo de la canción, que incluiría en el álbum Living in the Past y a la que añadiría una breve letra.

## Intérpretes
- Ian Anderson: flauta, armónica, claghorn y piano.
- Mick Abrahams: guitarra y guitarra de 9 cuerdas.
- Clive Bunker: batería, hooter, charm bracelet y percusión.
- Glenn Cornick: bajo.

## Versiones de "Dharma for One" realizadas por Jethro Tull
| Año  | Título                              | Autor                         | Interpretaciones | Tiempo | Álbum (CD) / EP / Single de referencia          |
| ---- | ----------------------------------- | ----------------------------- | ---------------- | ------ | ----------------------------------------------- |
| 1968 | "Dharma for One" (versión original) | (Ian Anderson / Clive Bunker) |                  | 4:16   | This Was                                        |
| 1970 | "Dharma for One" (en vivo)          | (Ian Anderson / Clive Bunker) |                  | 9:45   | Living in the Past                              |
| 1970 | "Dharma for One" (en vivo)          | (Ian Anderson)                |                  | 10:10  | Nothing Is Easy: Live at the Isle of Wight 1970 |

## Versión del tema incluido en el álbumThis Is!de Mick Abrahams
| #  | Título           | Autor                         | Tiempo |
| -- | ---------------- | ----------------------------- | ------ |
| 8. | "Dharma for One" | (Ian Anderson / Clive Bunker) | 6:24   |